# ネアミン
ネアミン（英：Neamine）またはネオマイシンAは、アミノグリコシド系抗生物質のネオマイシンの分解産物である 。ネアミンのいくつかの誘導体は、感受性及び耐性のグラム陽性菌グラム陰性菌に対して活性がある。